# Wings (film)
Wings este un film mut american din 1927 regizat de William A. Wellman despre piloți din primul război mondial. În rolurile principale joacă actorii Clara Bow, Charles Rogers, Richard Arlen și Gary Cooper. A câștigat Premiul Oscar pentru cel mai bun film, fiind mult timp singurul film mut care a câștigat premiul Oscar (în 2012 Artistul fiind al doilea film mut care a câștigat premiul Oscar).

## Prezentare
În 1917, Jack Powell este un tânăr pasionat de mașini și de zbor. Vecina lui este Mary Preston, care este îndrăgostită puternic de el, dar Jack nu observă acest lucru. Jack o iubește în schimb pe Sylvia Lewis, dar aceasta este îndrăgostită de bogatul David Armstrong. Când Statele Unite ale Americii intră în Primul Război Mondial, Jack și David se alătură Forțelor Aeriene pentru a lupta în Franța și devin prieteni. Maria se alătură Women's Motor Corp, încercând să fie aproape de Jack. Dar este război și o tragedie are loc între cei doi prieteni.

## Actori
- Clara Bow este Mary Preston
- Charles "Buddy" Rogers este Jack Powell
- Richard Arlen este David Armstrong
- Gary Cooper este Cadet White
- Jobyna Ralston este Sylvia Lewis
- El Brendel este Herman Schwimpf
- Richard Tucker este Air commander
- Gunboat Smith este Sergent
- Roscoe Karns este Lt. Cameron
- Henry B. Walthall este Mr. Armstrong
- Julia Swayne Gordon este Mrs. Armstrong
- Arlette Marchal este Celeste
- Hedda Hopper (nemenționat) este Mrs. Powell
- George Irving (nemenționat) este Mr. Powell